# Жонатан Лобер
Жонатан Лобер  (фр. Jonathan Lobert, 30 квітня 1985) — французький яхтсмен, олімпійський медаліст.

## Виступи на Олімпіадах
| Олімпіада   | Дисципліна | Місце |
| ----------- | ---------- | ----- |
| Лондон 2012 | Фін        | 3     |